# Partito Comunista Maltese
Il Partito Comunista Maltese (PCM; in maltese: Partit Komunista Malti - PKM) è un partito politico maltese di orientamento marxista-leninista fondato nel 1969 dalla componente del Partito Laburista più orientata a sinistra.
Fu costituito durante un congresso segreto svoltosi nel villaggio di Gwardamanġa, nel territorio di Pietà, da parte di alcuni esponenti di partito attivi nella lotta per l'indipendenza di Malta dal Regno Unito.
Ha ottenuto lo 0,1% dei voti alle elezioni del 1987 e poi non ha più partecipato a elezioni nel Paese, né nazionali né europee.

## Segretari
- Anthony Vassallo (1969-2004)
- Victor Vincent Degiovanni (2004-in carica)

## Risultati elettorali
| Elezione          | Voti | %   | Seggi  |
| ----------------- | ---- | --- | ------ |
| Parlamentari 1987 | 119  | 0,1 | 0 / 69 |